# Cabarete
Cabarete es un distrito municipal del Municipio de Sosúa de la provincia de Puerto Plata en la República Dominicana, conocida por su turismo y sus playas. Fue fundada en 1835 por Sofonías Kingsley (como parte de su patrimonio Mayorasgo de Koka ((en)), junto con su familia de raza mixta, y 53 esclavos a quienes habría liberado de sus plantaciones de Florida, mientras la isla La Española se encontraba bajo dominio haitiano. Anna Kingsley era dueña de una casa en el puerto que se extendía hasta el mar. Varios descendientes de los Kingsleys y de los antiguos esclavos viven actualmente en esta área.
Es un pequeño pueblo bohemio de la costa norte que se caracteriza por su ambiente juvenil y diversidad de actividades de entretenimiento con una población de 14 606 habitantes según la Oficina Nacional de Estadística (ONE) del 2010. Sus principales localidades son: Callejón De La Loma y El Choco, Sector La Paz, Islabon, La Catalina, Barrio Blanco, Bombita y La Rinconada.
La Bahía de Cabarete ha sido el lugar de las competiciones profesionales de kitesurf (por ejemplo, «Copa Mundial» y «Master of the Ocean», el cual es un evento deportivo elite internacional, único en el mundo, por comprender las cuatro disciplinas de surf, windsurf, kitesurf y paddleboarding). Playa Encuentro (3 millas al oeste) se encuentra entre las playas de surf más populares del Caribe. La ciudad es cada año sede de importantes pruebas en estos deportes.
Cabarete es una zona turística que combina montañas, lagunas y playas de arenas blancas, se encuentra sobre Camino Cinco, aproximadamente 11 millas (18 km) del aeropuerto de Puerto Plata. La zona en que se encuentra cuenta con gran cantidad de condominios, aparta-hoteles, hoteles, albergues para todos los presupuestos, tiendas, gift shops, bares, discotecas y numerosos restaurantes.
Es una de las zonas turísticas dominicanas de mayor proyección internacional y una de las mayor potencial de desarrollo. Pero Cabarete ofrece mucho más que playa. Entre otros atractivos está el Monumento Natural Lagunas de Cabarete y Goleta donde destacan Lagunas y Cuevas con su biodiversidad de fauna y flora. Este es un sistema de carso tropical ubicado entre las colinas de la Cordillera Septentrional y el Océano Atlántico. Los visitantes pueden observar la exótica biodiversidad del Caribe en sus variados recorridos entre dolinas, mogotes, manglares, pantanos y jungla tropical. Hay tiempo también para conocer sobre la variedad de frutas tropicales y plantas medicinales.